# 니시테쓰나카시마역
니시테쓰나카시마역(일본어: 西鉄中島駅)은 일본 후쿠오카현 야나가와시에 위치한 서일본 철도 덴진오무타 선의 역이다. 역 번호는 T42이다.

## 역사
- 1938년 10월 1일: 나카시마역으로 영업 개시.
- 1942년 9월 22일: 니시테쓰나카시마역으로 역명 변경.
- 1990년 12월 26일: 역사 개축 공사 준공.
- 2008년 5월 18일: IC카드 nimoca 사용 개시.
- 2014년 3월 22일: 역 창구 영업 시간 변경.
- 2017년 2월 1일: 역 번호 도입.

## 역 구조
고가역이지만, 에스컬레이터나 엘리베이터가 설치되지 않았다. 주변에 주택이 밀집되어 있어 개통 당초부터 단선 승강장 1면 1선의 구조였다.
자동 매표기는 역 창구 영업 시간의 재검토 끝에 2014년 3월에 철거되었다. 낮의 일부 시간대는 역무원이 부재한다.

## 역 주변
야나가와 시의 남단부의 야베 강가에 위치하고 있으며, 역 남쪽에 야베 강 교량이 있다. 역전을 후쿠오카 지방 도로 83호 야마토조지마 선이 지나면서, 역 북쪽에 덴진오무타 선 아래를 지나고 있다.
현재, 덴진오무타 선의 단선 구간 중 니시테쓰야나가와 ~ 히라키 역간은 대부분이 복선화를 위한 용지가 확보되어 있지만 본 역 부근은 아직 미확보 상태이다.
- 야나가와 시립 나카시마 초등학교
- 나카시마 우체국
- 나카시마 상점가
- 나카시마 어항
- 국도 제208호선
- 후쿠오카 지방 도로 83호 야마토조지마 선

## 사진

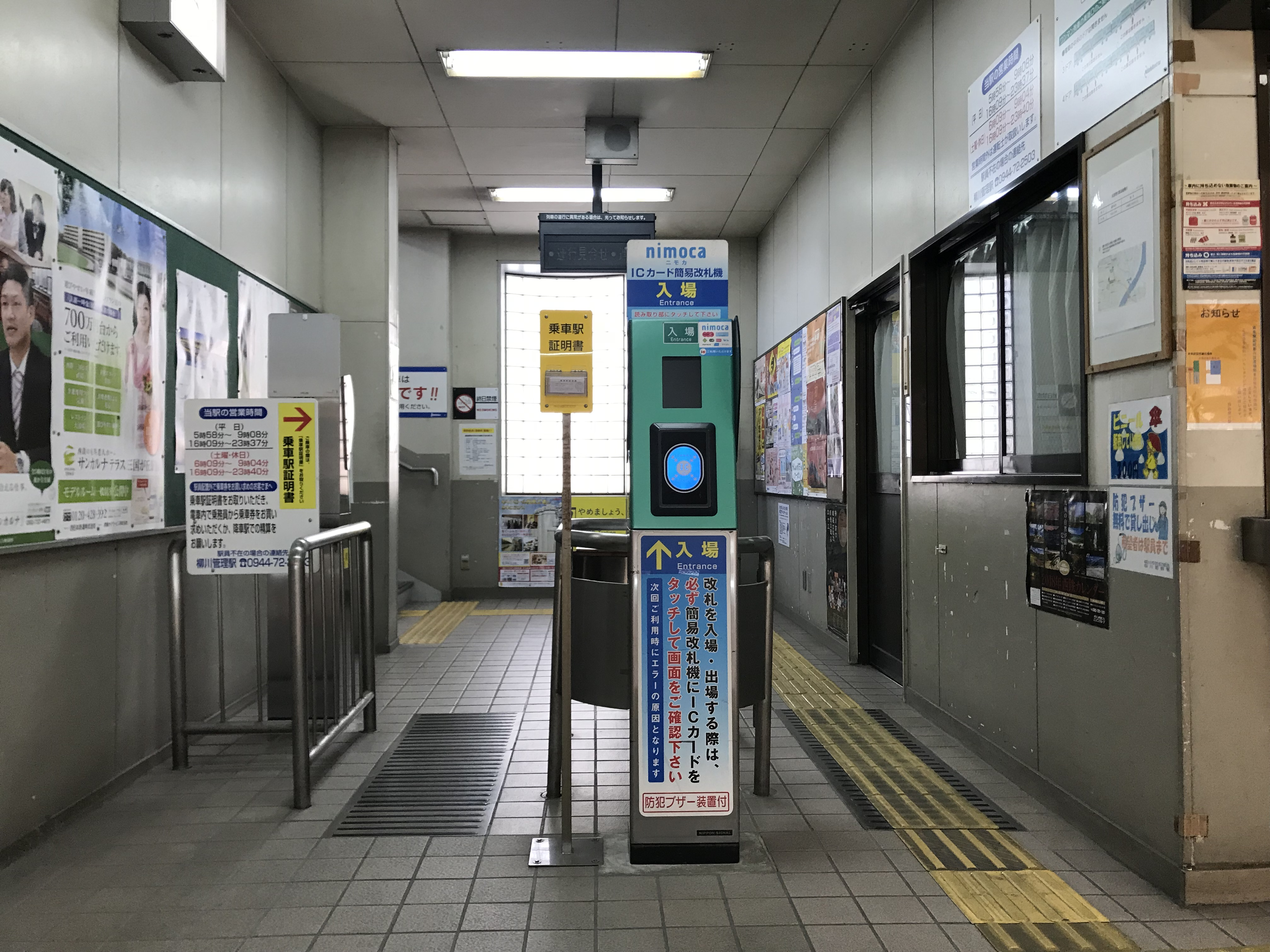
개찰구
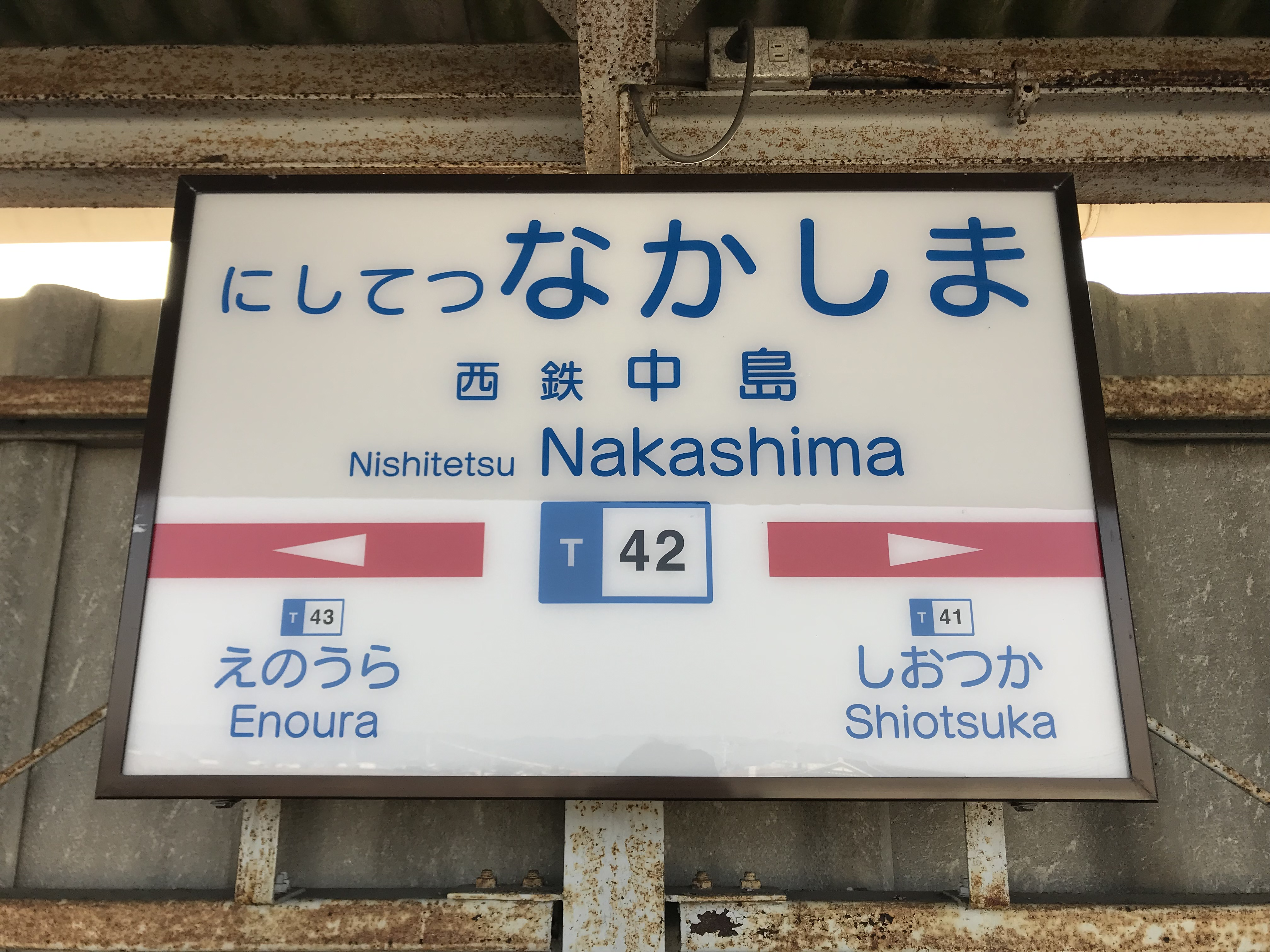
역명판

## 인접역
| 서일본 철도 ■ 덴진오무타 선               | 서일본 철도 ■ 덴진오무타 선 | 서일본 철도 ■ 덴진오무타 선 |
| ----------------------------------------- | --------------------------- | --------------------------- |
| T41 시오쓰카 니시테쓰 후쿠오카(덴진) 방면 | ■ 보통                      | 에노우라 T43 오무타 방면    |